# 日本基督教団大阪教会
日本基督教団 大阪教会（にほんきりすときょうだん おおさかきょうかい）は、大阪府大阪市西区に本拠を置くプロテスタント教会。ウィリアム・メレル・ヴォーリズ設計の赤煉瓦の教会堂で知られる。

## 歴史
アメリカン・ボードのアメリカ人宣教師ゴルドンが中心となって明治7年（1874年）、ゴードンの受洗者5人と日本基督公会からの転入者2名により設立された。西区本田梅本町に創設された梅本町公会(摂津第二基督公會)を前身とする、日本最古級のプロテスタント教会である。会衆派の流れを汲み、日本基督教団成立以前は日本組合基督教会に属する教会であった。
梅花女子大学などを運営する学校法人梅花学園は、梅本町公会が同じ会衆派の浪花教会と共同で設立したもので、学園名は梅本町の「梅」と浪花の「花」からとられている。

## 教会堂
ウィリアム・メレル・ヴォーリズの設計により1922年に竣工したロマネスク様式の教会堂。フランドル積み煉瓦外壁に正面妻壁のバラ窓を特徴とする礼拝堂の背後に尖塔が聳える。
1995年の阪神・淡路大震災で半壊したが、半年間の復元・耐震補強工事により復興、翌年の文化財保護法改正・文化財登録制度発足と同時に国の登録有形文化財に登録される。また、生きた建築ミュージアム・大阪セレクションに選定された。
2022年（令和4年）3月15日に「日本基督教団大阪教会本館」として大阪府指定有形文化財に指定された。

### 建築概要
- 設計：ヴォーリズ建築事務所
- 竣工：1922年（大正11年）
- 施工：岡本工務店
- 構造：鉄骨・煉瓦・コンクリート混合造
- 所在地：〒550-0002 大阪府大阪市西区江戸堀1-23-17
- 備考：国の登録有形文化財（1996年登録）、大阪府指定有形文化財（2022年指定）

## 交通アクセス
- Osaka Metro四つ橋線 肥後橋駅 徒歩5分

## ギャラリー

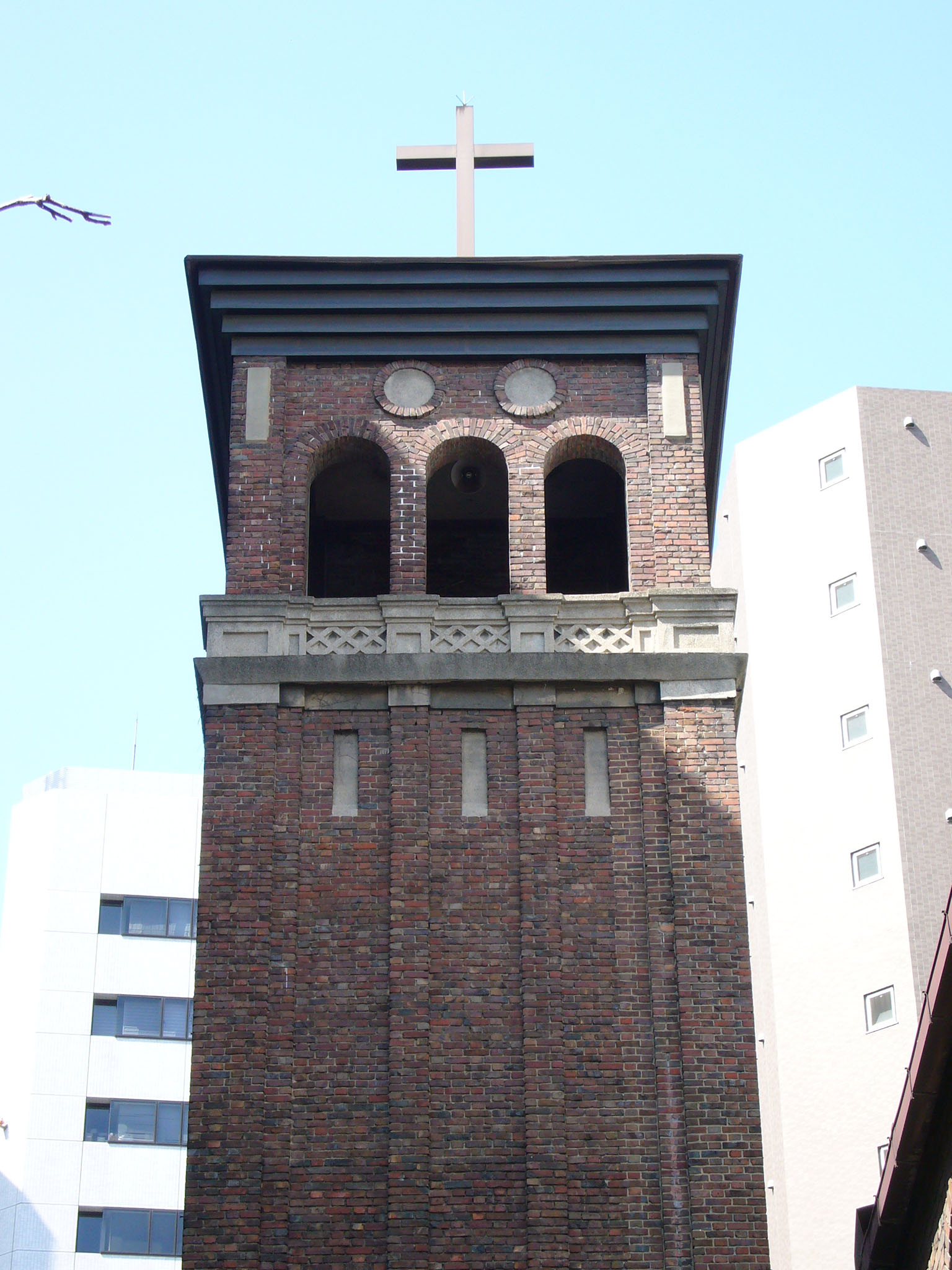
塔（南より）
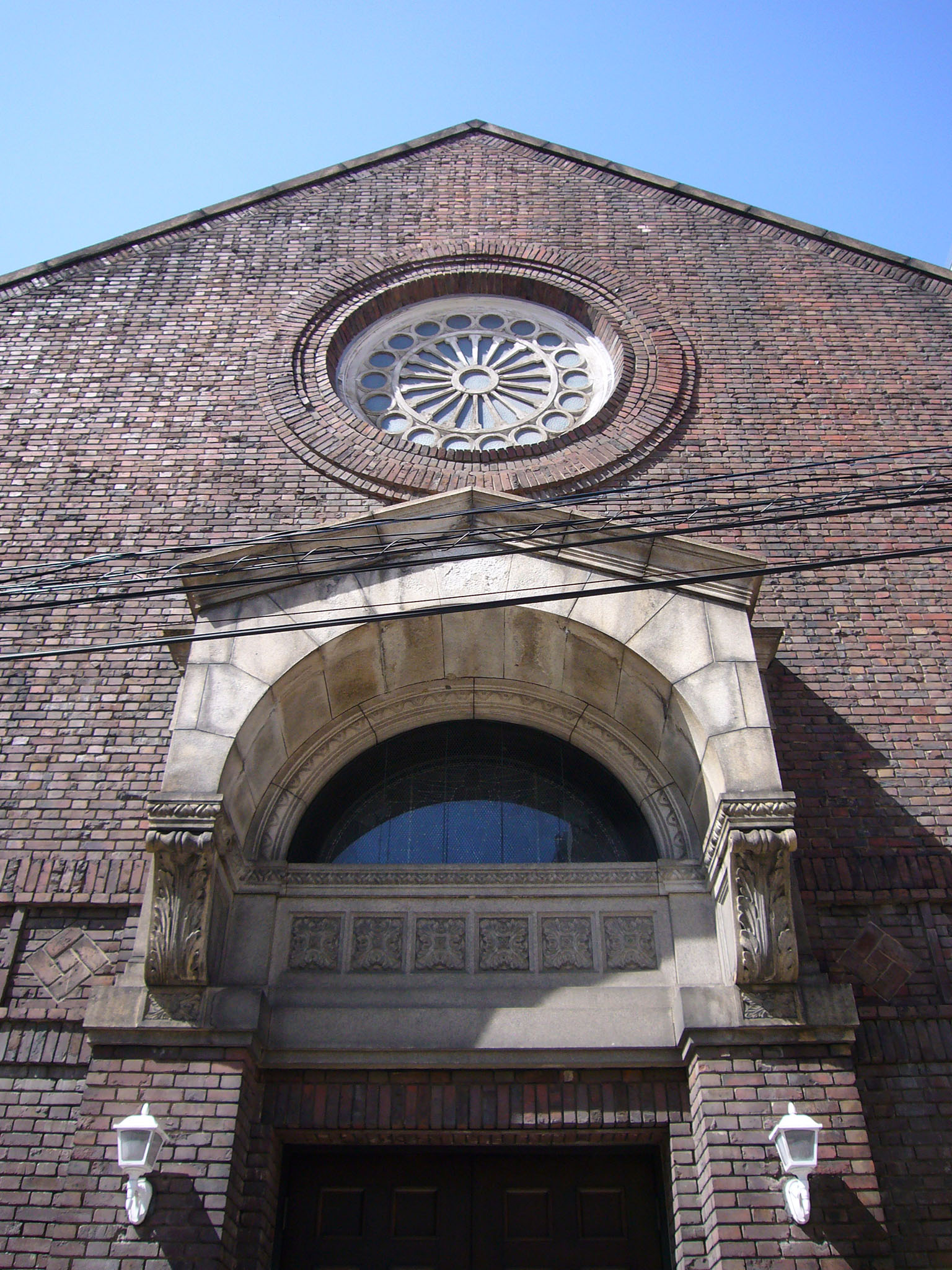
礼拝堂（南より）
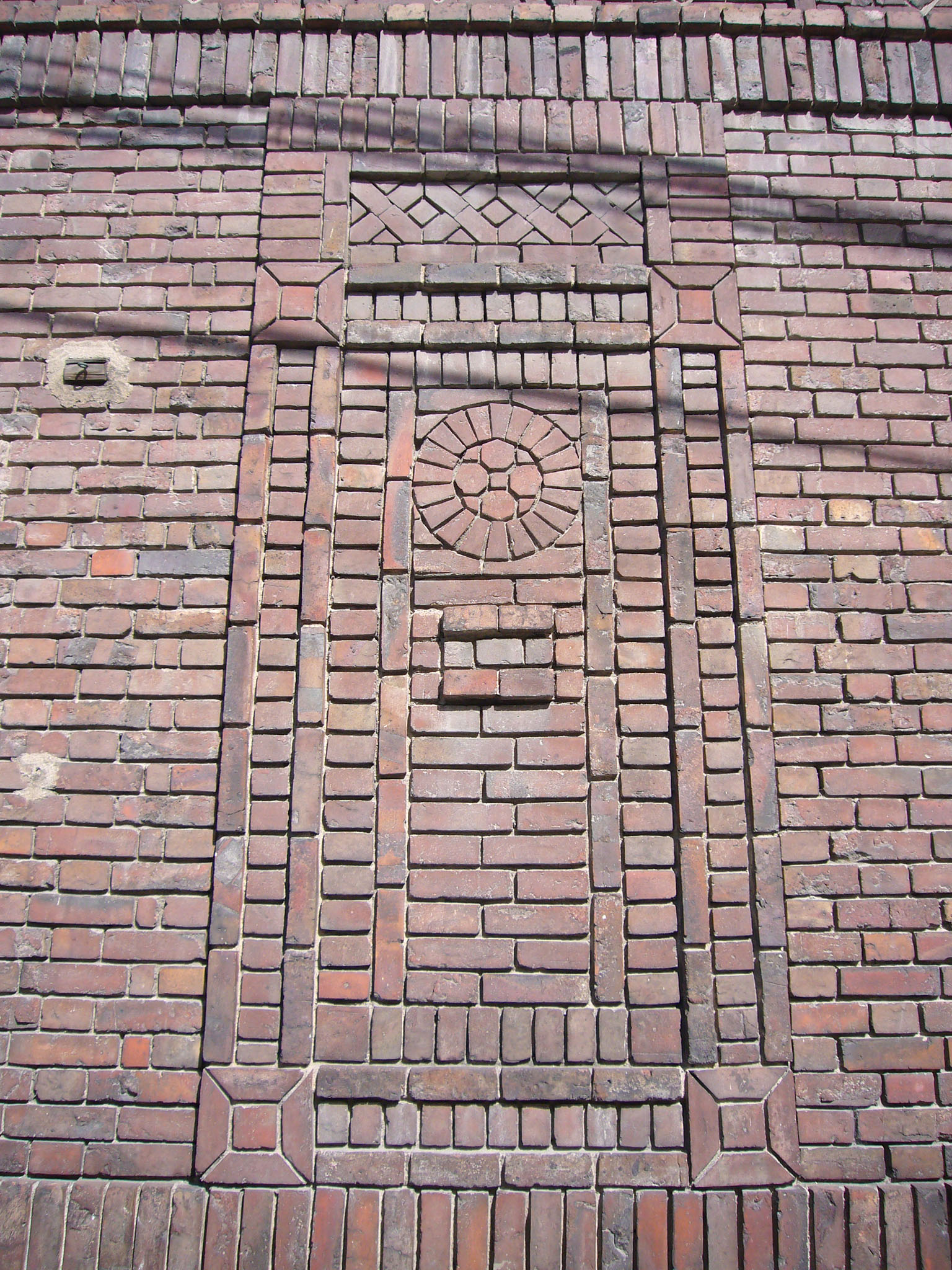
フランドル積み煉瓦外壁（南面）
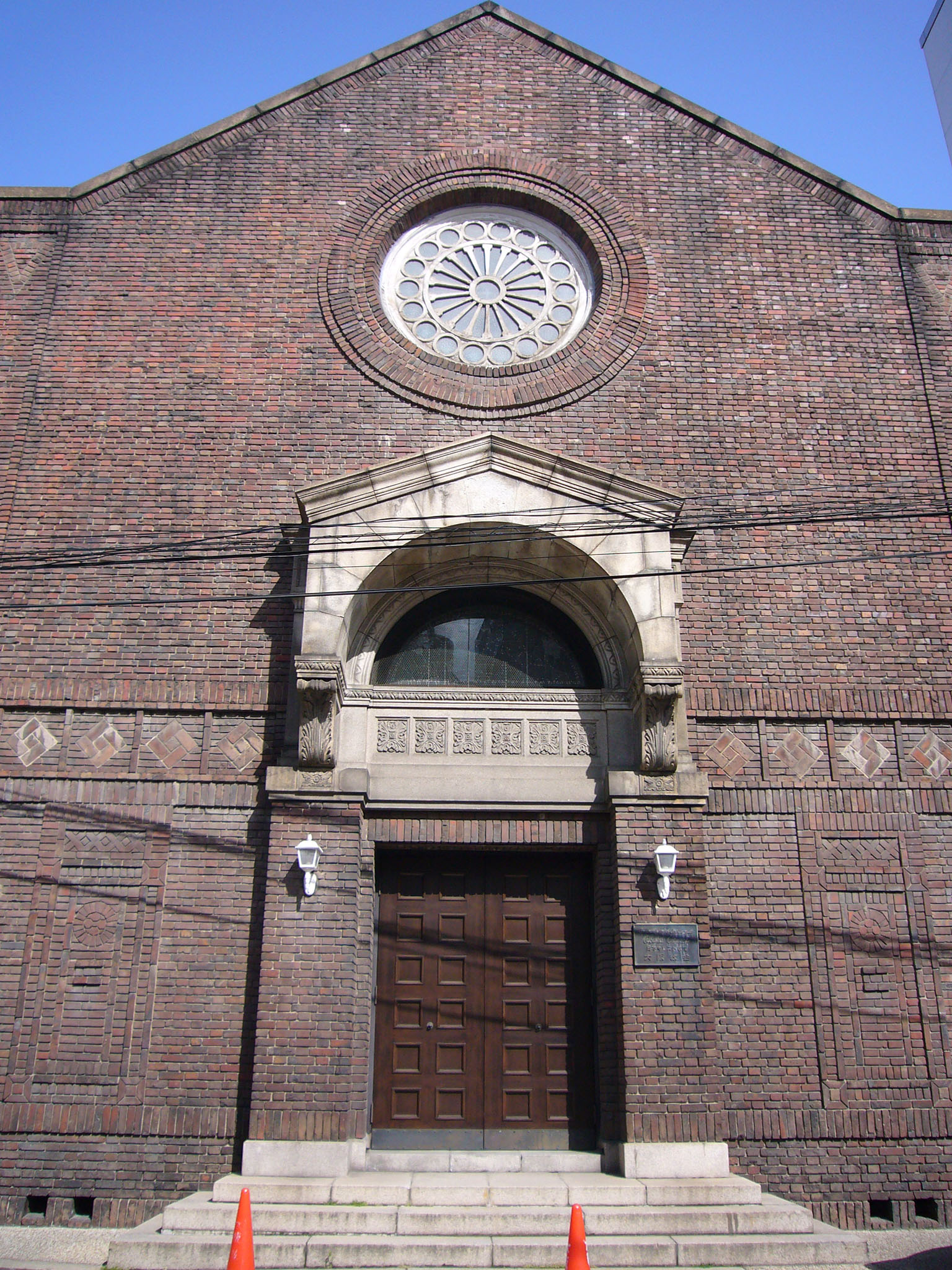
礼拝堂（南より）
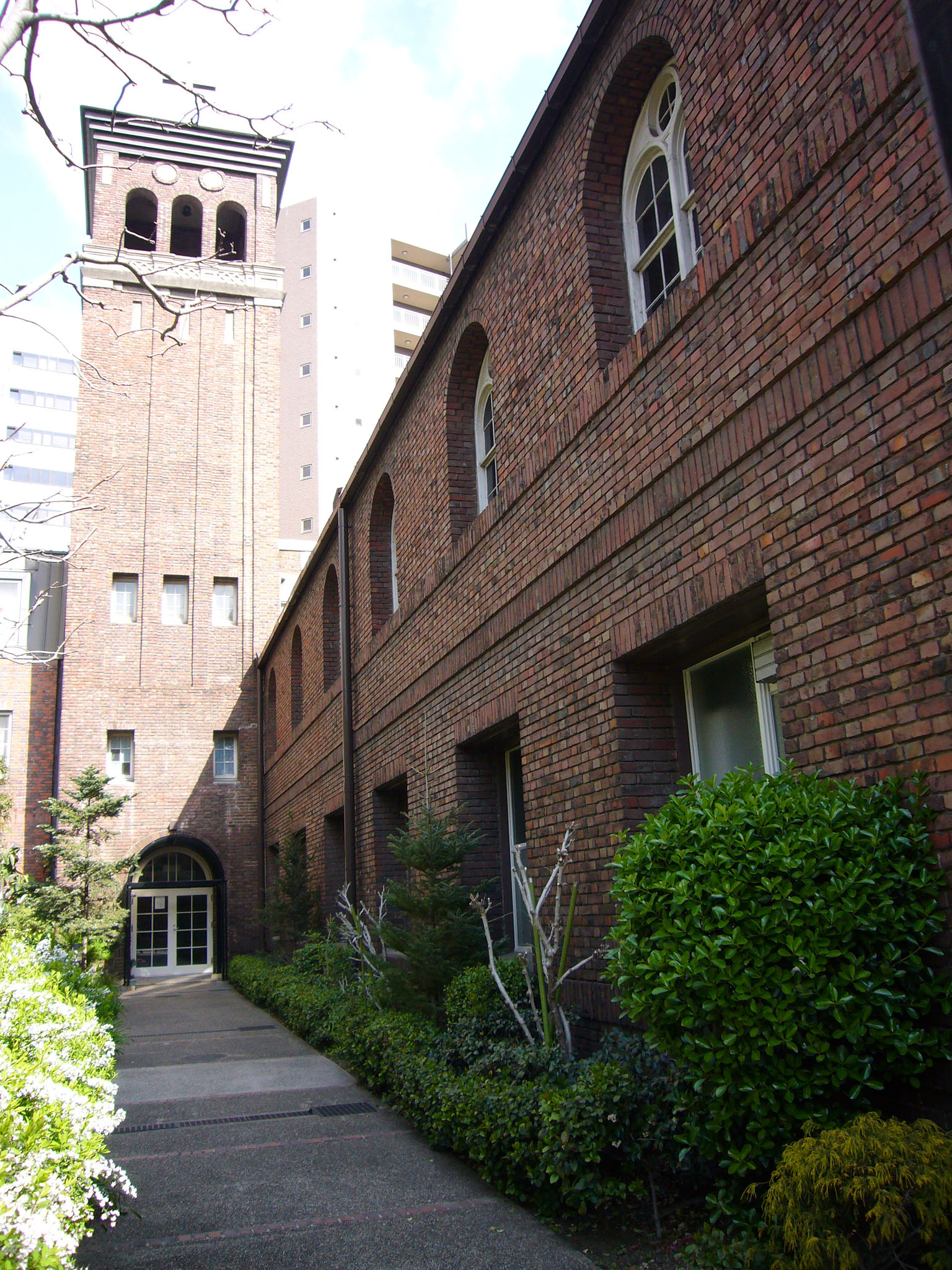
塔と前庭（南より）
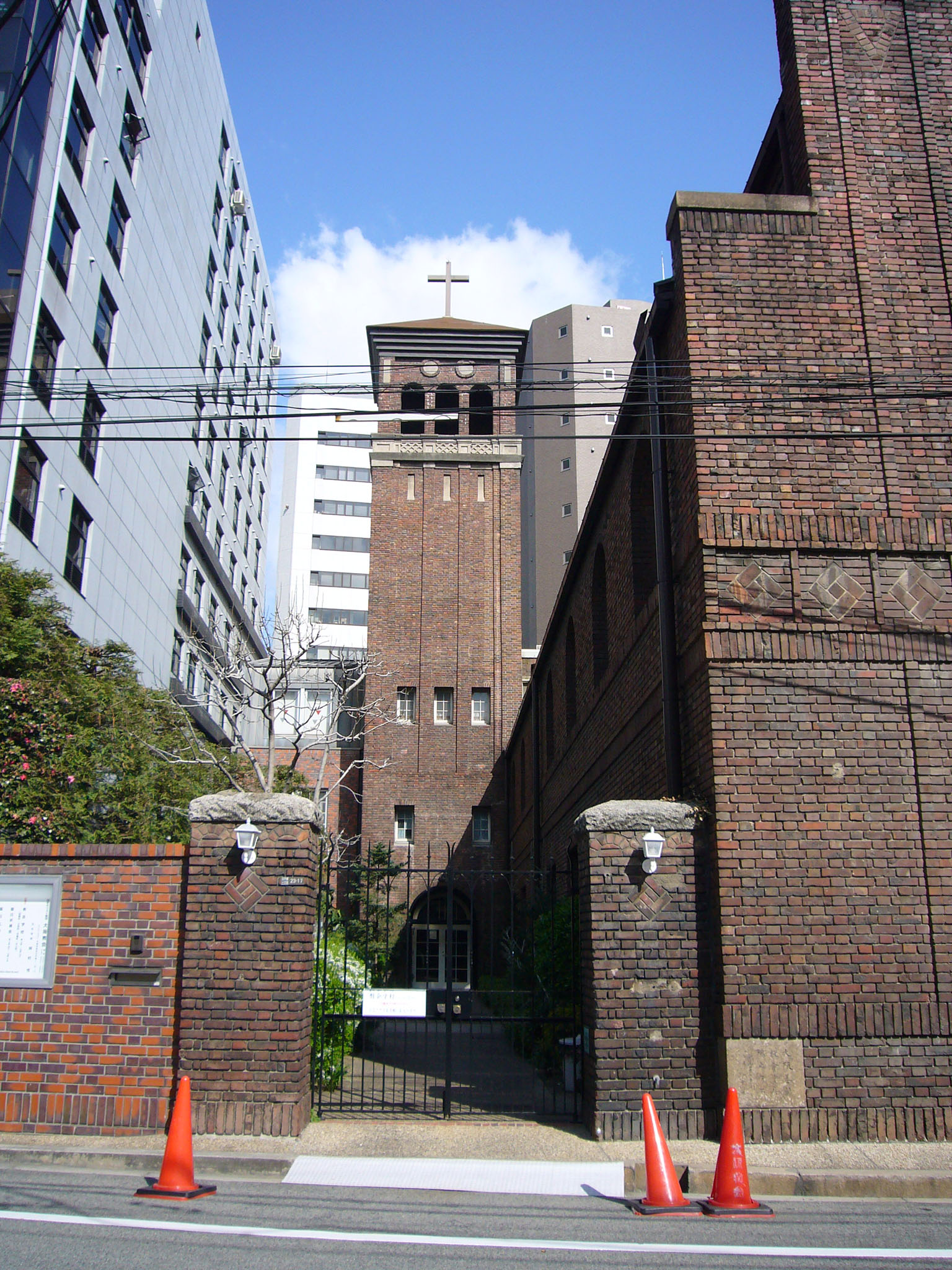
塔と前庭（南より）